# برج السبع

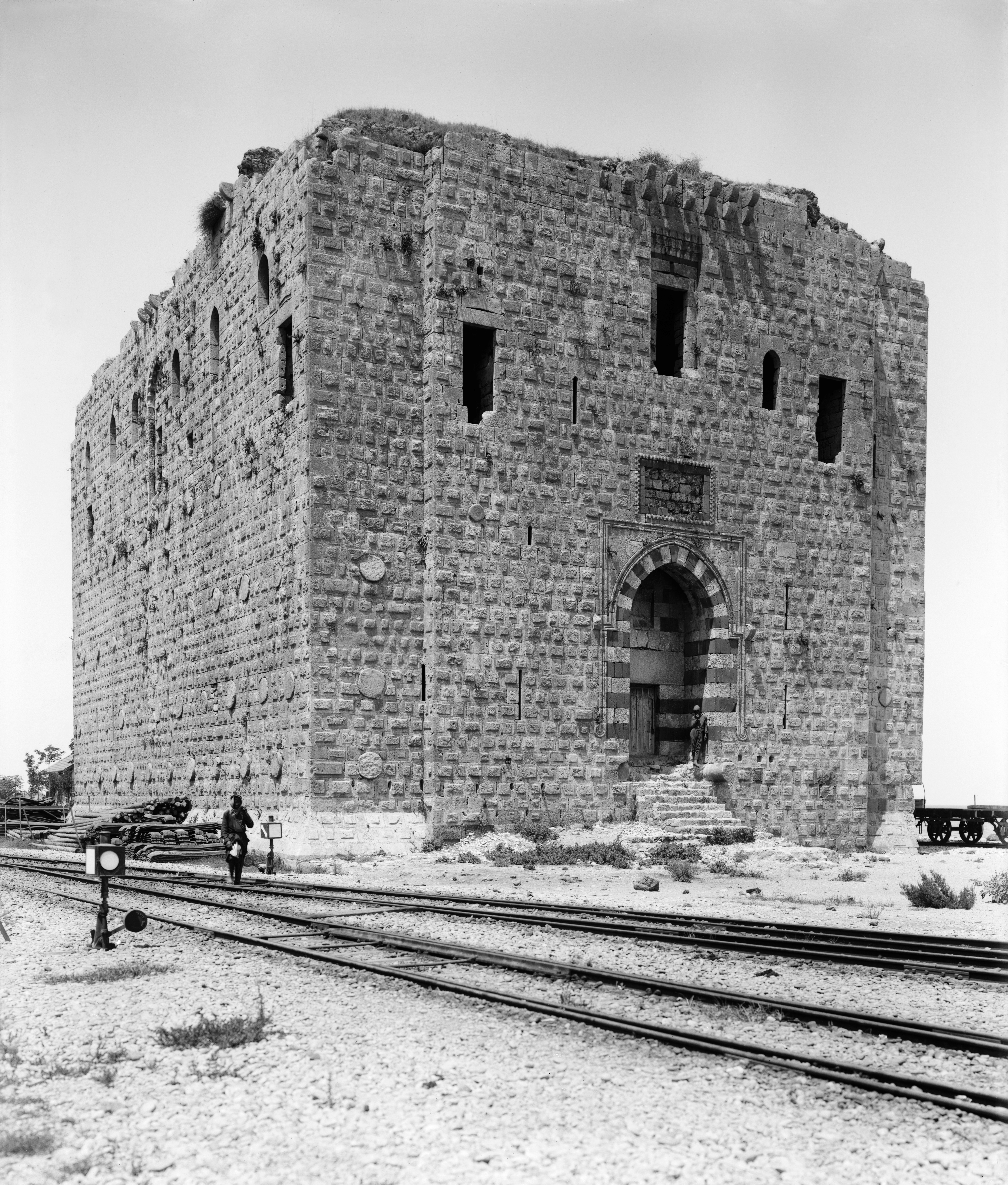
صورة لبرج السبع مأخوذة في القرن العشرين الميلادي

برج السبع أو برج السباع ويعرف أيضًا ببرج برسباي هو موقع أثري عبارة عن قلعة برجية صغيرة محصنة تقع في أقصى الطرف الشرقي من ميناء مدينة طرابلس في شمال لبنان. أطلق على البرج اسم السبع، بسبب الزخارف التي تصور سِباعًا (أسودًا) منقوشةً عليه. ويعود تاريخ هيكل القلعة إلى نهاية القرن الخامس عشر حيث شُيّدَ في عصر دولة المماليك، ويعتبر البرج مثالًا استثنائيًا من فن العمارة العسكرية للحقبة المملوكية. في البرج رواق زين بخطوط سوداء وبيضاء مرسومة على حجارة الرواق.

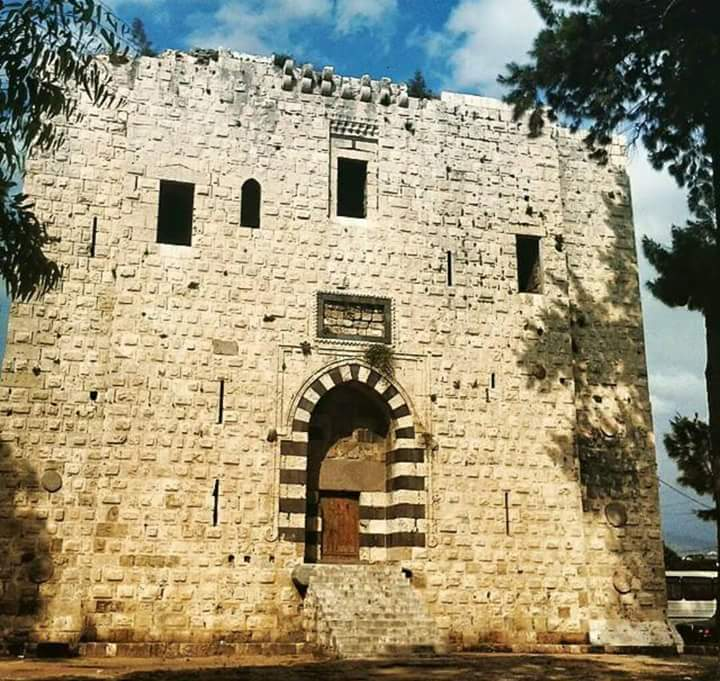
واجهة برج برسباي

## التاريخ والتأسيس
أسس البرج والحصن مكعب الشكل في القرن الخامس عشر ميلادي، وينسب إنشاؤه إلى السلطان المملوكي قايتباي، وقيل للسلطان سيف الدين برسباي، حيث منه جائت تسمية أخرى للبرج، وكان الغرض من بنائه هو أن يكون نقطة للمراقبة البحرية ولحراسة الساحل اللبناني والدفاع عن المدينة، إذ يحتل البرج موقعًا إستراتيجيًا جيدًا كونه مشرفًا على البحر مباشرة من خلال المرفأ الذي صُمم فيه.
شُيدَّ البرج على طابقين، ضم الطابق العلوي مسجدًا فيه محراب ونافذتين ومنور علوي. أما اليوم فكثيرًا ما يُستخدم البرج مكانًا تراثيًا في إقامة مناسباتٍ عامةٍ مختلفة.

## وصلات خارجية
Qantara Mediterranean Heritage - Lion Tower برج الأسد - القنطرة للتراث المتوسطي.